# Vòng loại Giải vô địch bóng đá thế giới 2010 – Khu vực châu Âu (Bảng 7)
Bài viết sau đây là tóm tắt của các trận đấu trong khuôn khổ bảng 7, vòng loại giải vô địch bóng đá thế giới 2010 khu vực châu Âu. Bảng đấu gồm sự góp mặt các đội Pháp, Serbia, Romania, Áo, Litva và Quần đảo Faroe.
Kết thúc vòng đấu, đội đầu bảng Serbia giành vé trực tiếp tới Nam Phi. Đội nhì bảng Pháp đi đấu vòng play-off.
| VT | Đội            | ST | T | H | B | BT | BB | HS  | Đ  | Giành quyền tham dự                     |     | Serbia | Pháp | Áo  | Litva | România | Quần đảo Faroe |
| -- | -------------- | -- | - | - | - | -- | -- | --- | -- | --------------------------------------- | --- | ------ | ---- | --- | ----- | ------- | -------------- |
| 1  | Serbia         | 10 | 7 | 1 | 2 | 22 | 8  | +14 | 22 | Giành quyền tham dự FIFA World Cup 2010 |     | —      | 1–1  | 1–0 | 3–0   | 5–0     | 2–0            |
| 2  | Pháp           | 10 | 6 | 3 | 1 | 18 | 9  | +9  | 21 | Tiến vào vòng 2                         |     | 2–1    | —    | 3–1 | 1–0   | 1–1     | 5–0            |
| 3  | Áo             | 10 | 4 | 2 | 4 | 14 | 15 | −1  | 14 |                                         |     | 1–3    | 3–1  | —   | 2–1   | 2–1     | 3–1            |
| 4  | Litva          | 10 | 4 | 0 | 6 | 10 | 11 | −1  | 12 |                                         | 2–1 | 0–1    | 2–0  | —   | 0–1   | 1–0     |                |
| 5  | România        | 10 | 3 | 3 | 4 | 12 | 18 | −6  | 12 |                                         | 2–3 | 2–2    | 1–1  | 0–3 | —     | 3–1     |                |
| 6  | Quần đảo Faroe | 10 | 1 | 1 | 8 | 5  | 20 | −15 | 4  |                                         | 0–2 | 0–1    | 1–1  | 2–1 | 0–1   | —       |                |

## Kết quả
Lịch thi đấu được quyết định tại buổi họp giữa các đội được tổ chức tại Viên, Áo vào ngày 8 tháng 12 năm 2007. Các trận đấu dự định diễn ra vào tháng 8 năm 2009 được đẩy lên sớm một tuần, chuyển từ ngày 19 tháng 8 tới ngày 12 tháng 8 năm 2009, được thông qua trong phiên họp của Ủy ban Điều hành của FIFA diễn ra vào ngày 27 tháng 5 năm 2008.
| România | 0-3      | Litva                                           |
| ------- | -------- | ----------------------------------------------- |
|         | Chi tiết | Stankevičius 31' · Mikoliūnas 69' · Kalonas 86' |

| Serbia                             | 2-0      | Quần đảo Faroe |
| ---------------------------------- | -------- | -------------- |
| J. Jacobsen 30' (l.n.) · Žigić 88' | Chi tiết |                |

| Áo                                                | 3-1      | Pháp      |
| ------------------------------------------------- | -------- | --------- |
| Janko 8' · Aufhauser 41' · Ivanschitz 72' (ph.đ.) | Chi tiết | Govou 61' |

| Quần đảo Faroe | 0-1      | România   |
| -------------- | -------- | --------- |
|                | Chi tiết | Cociş 59' |

| Litva                 | 2-0      | Áo |
| --------------------- | -------- | -- |
| Danilevičius 52', 58' | Chi tiết |    |

| Pháp                   | 2-1      | Serbia       |
| ---------------------- | -------- | ------------ |
| Henry 53' · Anelka 63' | Chi tiết | Ivanović 75' |

| Quần đảo Faroe | 1-1      | Áo          |
| -------------- | -------- | ----------- |
| Løkin 47'      | Chi tiết | Stranzl 49' |

| Serbia                               | 3-0      | Litva |
| ------------------------------------ | -------- | ----- |
| Ivanović 6' · Krasić 34' · Žigić 82' | Chi tiết |       |

| România                 | 2-2      | Pháp                      |
| ----------------------- | -------- | ------------------------- |
| F. Petre 6' · Goian 17' | Chi tiết | Ribéry 36' · Gourcuff 69' |

| Litva            | 1-0      | Quần đảo Faroe |
| ---------------- | -------- | -------------- |
| Danilevičius 20' | Chi tiết |                |

| Áo        | 1-3      | Serbia                                     |
| --------- | -------- | ------------------------------------------ |
| Janko 80' | Chi tiết | Krasić 15' · Jovanović 18' · Obradović 24' |

| România                 | 2-3      | Serbia                                           |
| ----------------------- | -------- | ------------------------------------------------ |
| Marica 50' · Stoica 74' | Chi tiết | Jovanović 18' · Stoica 44' (l.n.) · Ivanović 59' |

| Litva | 0-1      | Pháp       |
| ----- | -------- | ---------- |
|       | Chi tiết | Ribéry 67' |

| Áo              | 2-1      | România    |
| --------------- | -------- | ---------- |
| Hoffer 26', 44' | Chi tiết | Tănase 24' |

| Pháp       | 1-0      | Litva |
| ---------- | -------- | ----- |
| Ribéry 75' | Chi tiết |       |

| Litva | 0-1      | România    |
| ----- | -------- | ---------- |
|       | Chi tiết | Marica 38' |

| Serbia             | 1-0      | Áo |
| ------------------ | -------- | -- |
| Milijaš 7' (ph.đ.) | Chi tiết |    |

| Quần đảo Faroe | 0-2      | Serbia                      |
| -------------- | -------- | --------------------------- |
|                | Chi tiết | Jovanović 44' · Subotić 69' |

| Quần đảo Faroe | 0-1      | Pháp       |
| -------------- | -------- | ---------- |
|                | Chi tiết | Gignac 41' |

| Áo                                     | 3-1      | Quần đảo Faroe |
| -------------------------------------- | -------- | -------------- |
| Maierhofer 1' · Janko 15', 58' (ph.đ.) | Chi tiết | A. Olsen 82'   |

| Pháp      | 1-1      | România           |
| --------- | -------- | ----------------- |
| Henry 48' | Chi tiết | Escudé 55' (l.n.) |

| Quần đảo Faroe               | 2-1      | Litva                    |
| ---------------------------- | -------- | ------------------------ |
| S. Olsen 13' · A. Hansen 34' | Chi tiết | Danilevičius 22' (ph.đ.) |

| România   | 1-1      | Áo           |
| --------- | -------- | ------------ |
| Bucur 54' | Chi tiết | Schiemer 83' |

| Serbia              | 1-1      | Pháp      |
| ------------------- | -------- | --------- |
| Milijaš 12' (ph.đ.) | Chi tiết | Henry 36' |

| Áo                              | 2-1      | Litva            |
| ------------------------------- | -------- | ---------------- |
| Janko 16' · Wallner 80' (ph.đ.) | Chi tiết | Stankevičius 66' |

| Serbia                                                           | 5-0      | România |
| ---------------------------------------------------------------- | -------- | ------- |
| Žigić 37' · Pantelić 50' · Kuzmanović 78' · Jovanović 87', 90+3' | Chi tiết |         |

| Pháp                                                    | 5-0      | Quần đảo Faroe |
| ------------------------------------------------------- | -------- | -------------- |
| Gignac 34', 38' · Gallas 52' · Anelka 86' · Benzema 88' | Chi tiết |                |

| Litva                                          | 2-1      | Serbia    |
| ---------------------------------------------- | -------- | --------- |
| Kalonas 20' (ph.đ.) · Stankevičius 68' (ph.đ.) | Chi tiết | Tošić 60' |

| România                              | 3-1      | Quần đảo Faroe |
| ------------------------------------ | -------- | -------------- |
| Apostol 16' · Bucur 65' · Mazilu 87' | Chi tiết | á Bø 83'       |

| Pháp                                         | 3-1      | Áo        |
| -------------------------------------------- | -------- | --------- |
| Benzema 18' · Henry 26' (ph.đ.) · Gignac 66' | Chi tiết | Janko 49' |

## Cầu thủ ghi bàn
| Vị trí | Cầu thủ             | Đội tuyển | Số bàn |
| ------ | ------------------- | --------- | ------ |
| 1      | Marc Janko          | Áo        | 6      |
| 2      | Milan Jovanović     | Serbia    | 5      |
| 3      | André-Pierre Gignac | Pháp      | 4      |
| 3      | Thierry Henry       | Pháp      | 4      |
| 3      | Tomas Danilevičius  | Litva     | 4      |
| 6      | Franck Ribéry       | Pháp      | 3      |
| 6      | Marius Stankevičius | Litva     | 3      |
| 6      | Branislav Ivanović  | Serbia    | 3      |
| 6      | Nikola Žigić        | Serbia    | 3      |
| 10     | Erwin Hoffer        | Áo        | 2      |
| 10     | Nicolas Anelka      | Pháp      | 2      |
| 10     | Karim Benzema       | Pháp      | 2      |
| 10     | Mindaugas Kalonas   | Litva     | 2      |
| 10     | Gheorghe Bucur      | România   | 2      |
| 10     | Ciprian Marica      | România   | 2      |
| 10     | Miloš Krasić        | Serbia    | 2      |
| 10     | Nenad Milijaš       | Serbia    | 2      |

1 bàn
| Áo - René Aufhauser - Andreas Ivanschitz - Stefan Maierhofer - Franz Schiemer - Martin Stranzl - Roman Wallner Quần đảo Faroe - Egil á Bø - Arnbjørn Hansen - Bogi Løkin - Andreas Lava Olsen - Suni Olsen | Pháp - William Gallas - Sidney Govou - Yoann Gourcuff Litva - Saulius Mikoliūnas România - Iulian Apostol - Răzvan Cociş - Dorin Goian - Ionuţ Mazilu - Florentin Petre - Dorel Stoica - Cristian Tănase | Serbia - Zdravko Kuzmanović - Ivan Obradović - Marko Pantelić - Neven Subotić - Zoran Tošić Phản lưới nhà - Jón Rói Jacobsen (trong trận gặp Serbia) - Julien Escudé (trong trận gặp România) - Dorel Stoica (trong trận gặp Serbia) |

## Lượng khán giả
| Đội tuyển      | Cao nhất | Thấp nhất | Trung bình |
| -------------- | -------- | --------- | ---------- |
| Áo             | 48.000   | 12.300    | 29.100     |
| Quần đảo Faroe | 2.974    | 805       | 2.053      |
| Pháp           | 79.543   | 16.755    | 61.127     |
| Litva          | 8.700    | 2.000     | 5.210      |
| România        | 15.000   | 7.505     | 12.461     |
| Serbia         | 49.456   | 9.615     | 32.382     |